# Drangsnes
Drangsnes – miejscowość w północno-zachodniej Islandii, przy wejściu do fiordu Steingrímsfjörður, na jego północnym brzegu. Na początku 2018 roku zamieszkiwało ją 77 osób. Główna miejscowość gminy Kaldrananeshreppur, wchodzącej w skład regionu Vestfirðir. Do Drangsnes prowadzi droga nr 645, która łączy się z drogą nr 61 i dochodzi do najbliższej większej miejscowości Hólmavík, położonej po drugiej stronie fiordu.
Drangsnes to osada rybacka. Atrakcją turystyczną jest pobliska niewielka wyspa Grímsey, na której można podziwiać kolonie maskonurów. Miejscowość oferuje również otwarte baseny termalne położone nad samym morzem.   